# 云南山梅花
云南山梅花，另稱西南山梅花（学名：Philadelphus delavayi）为虎耳草科山梅花属下的一个种。通常生于灌丛。其根皮部位可以入药，用於活血止痛。由于经常见于云南而得名。